# Frank Churchill
Frank Churchill (Maine, Estados Unidos, 20 de octubre de 1901-California, 14 de mayo de 1942) fue un compositor de canciones estadounidense, especialmente recordado por haber compuesto las canciones para la película de Disney Snow White and the Seven Dwarfs (conocida como Blancanieves y los siete enanitos en España y Blanca Nieves y los siete enanos en Hispanoamérica): "Heigh-Ho", "Whistle While You Work" y "Some Day My Prince Will Come". 
También escribió canciones para las películas Dumbo, Bambi y La leyenda de Sleepy Hollow y el Señor Sapo. Ganó el premio Óscar a la mejor banda sonora por Dumbo, en 1941.

## Premios y distinciones
Premios Óscar
| Año  | Categoría                                              | Canción                | Película       | Resultado |
| ---- | ------------------------------------------------------ | ---------------------- | -------------- | --------- |
| 1939 | Mejor canción original                                 | «A Mist Over the Moon» | Vidas opuestas | Nominado  |
| 1942 | Mejor orquestación de una película musical             |                        | Dumbo          | Ganador   |
| 1942 | Mejor canción original                                 | «Baby Mine»            | Dumbo          | Nominado  |
| 1943 | Mejor banda sonora de una película dramática o comedia | -                      | Bambi          | Nominado  |
| 1943 | Mejor canción original                                 | «Love Is a Song»       | Bambi          | Nominado  |